# ليزلي ديفيد بيكر
ليزلي ديفيد بيكر (بالإنجليزية: Leslie David Baker)‏ مواليد 19 فبراير 1958 في شيكاغو، هو ممثل أمريكي.

## الأعمال
- مالكوم في الوسط
- عرض السبعينات ذاك
- أطلق الرصاص علي!
- سكرابز
- إليزابيث تاون
- المكتب
- كي وبيل

## روابط خارجية
- ليزلي ديفيد بيكر على موقع IMDb (الإنجليزية)
- ليزلي ديفيد بيكر على موقع روتن توميتوز (الإنجليزية)
- ليزلي ديفيد بيكر على موقع ميوزك برينز (الإنجليزية)
- ليزلي ديفيد بيكر على موقع أول موفي (الإنجليزية)
- ليزلي ديفيد بيكر على موقع قاعدة بيانات الفيلم (الإنجليزية)